# رابرت لین (کارگردان)
رابرت لین (انگلیسی: Robert Lynn (director)؛ ۹ ژوئن ۱۹۱۸ – ۱۵ ژانویه ۱۹۸۲) یک کارگردان اهل بریتانیا بود. 
وی کارگردان فیلم‌هایی همچون حوا بوده است.